# Jucătorul de loterie
Jucătorul de loterie (titlul original: în germană Der Lotterieschwede) este un film dramatic est-german, realizat în 1958 de regizorul Joachim Kunert, după romanul omonim al scriitorului Martin Andersen Nexø, protagoniști fiind actorii Erwin Geschonneck, Sonja Sutter, Harry Hindemith și Jochen Thomas.

## Rezumat
Acțiunea primei opere de proză importantă a scriitorului daneez Nexo duce la insula Bornholm, în 1880. Lucrătorul la cariera de piatră Johan Jönsson, duce o viață mizerabilă cu soția și copiii săi. Cu un bilet de loterie, prin care speră să obțină un câștige mare, vrând să scape din sărăcie. Dar biletul de loterie nu-i aduce noroc. În loc să cheltuiască puținii bani pe care îi are pe un medic pentru a-și trata copilul bolnav, el prelungește lozul. Copilul moare, iar Johan, afectat de remușcări, își îneacă necazul în alcool. După ce a cheltuit toți banii pe jocul de loto, altcineva câștigă jackpot-ul. Johan se sinucide, dar fiul său Per și-a dat seama că jocurile de noroc nu sunt modalitatea de a schimba existența mizerabilă a muncitorilor.

## Distribuție
- Erwin Geschonneck – Johan Jönsson
- Sonja Sutter – dna. Jönsson
- Bernd Poch – Per Jönsson
- Guido Thielsch – Lars Jönsson
- Irene Gelbe – Sigrid Jönsson
- Harry Hindemith – Bergendal
- Jochen Thomas – Lindquist
- Hans Emons – Svendsen
- Gerhard Lau – Elström
- Gustav Püttjer – șchiopul
- Günther Simon – medicul
- Lore Frisch – Julie, soția hangiului
- Horst Kube – hangiul
- Hans Klering – funcționar la poștă
- Peter A. Stiege – farmacistul